# Frederick Rieländer
Frederick Rieländer (* 6. November 1985 in Bünde) ist ein deutscher Rechtswissenschaftler.

## Leben
Nach der Promotion 2013 zum Dr. iur. an der Universität Osnabrück, einem LL.M.-Studium am Corpus Christi College der University of Cambridge 2018/2019 und der Habilitation 2020 bei Christian von Bar in Osnabrück ist er seit 2023 Inhaber der Professur für Bürgerliches Recht, Internationales und Europäisches Privatrecht, Zivilverfahrensrecht und Rechtsvergleichung an der Universität Bremen.
Seine Forschungsschwerpunkte sind deutsches und europäisches IPR, gemeineuropäische Privatrechtsvergleichung, insbesondere in der Sachenrechtsvergleichung, und deutsches, europäisches und internationales Zivilprozessrecht.

## Veröffentlichungen
- Sachenrechtliche Erwerbsrechte. Eine rechtsvergleichende Untersuchung monopolisierter Eigentumserwerbsrechte in England und Deutschland. München 2014, ISBN 3-86653-285-7.
- Mehrstufige Belastungen. Die wechselseitige Belastbarkeit subjektiver Rechte im deutschen Recht unter selektiver Berücksichtigung europäischer Nachbarrechtsordnungen. Tübingen 2021, ISBN 978-3-16-159528-8.